# Üçgöz
Üçgöz (früherer Name Sofraz oder Sofrazköy) ist ein Dorf (früher eine Gemeinde) im Landkreis Besni der türkischen Provinz Adıyaman mit 980 Einwohnern (Stand: Ende 2024).
Das Dorf liegt etwa 10 Kilometer südöstlich der Kreisstadt und 30 Kilometer südwestlich der Provinzhauptstadt Adıyaman. Südlich des Ortes fließt der Sofraz Çayı (auch Değirmen Çayı), ein Nebenfluss des Göksu.

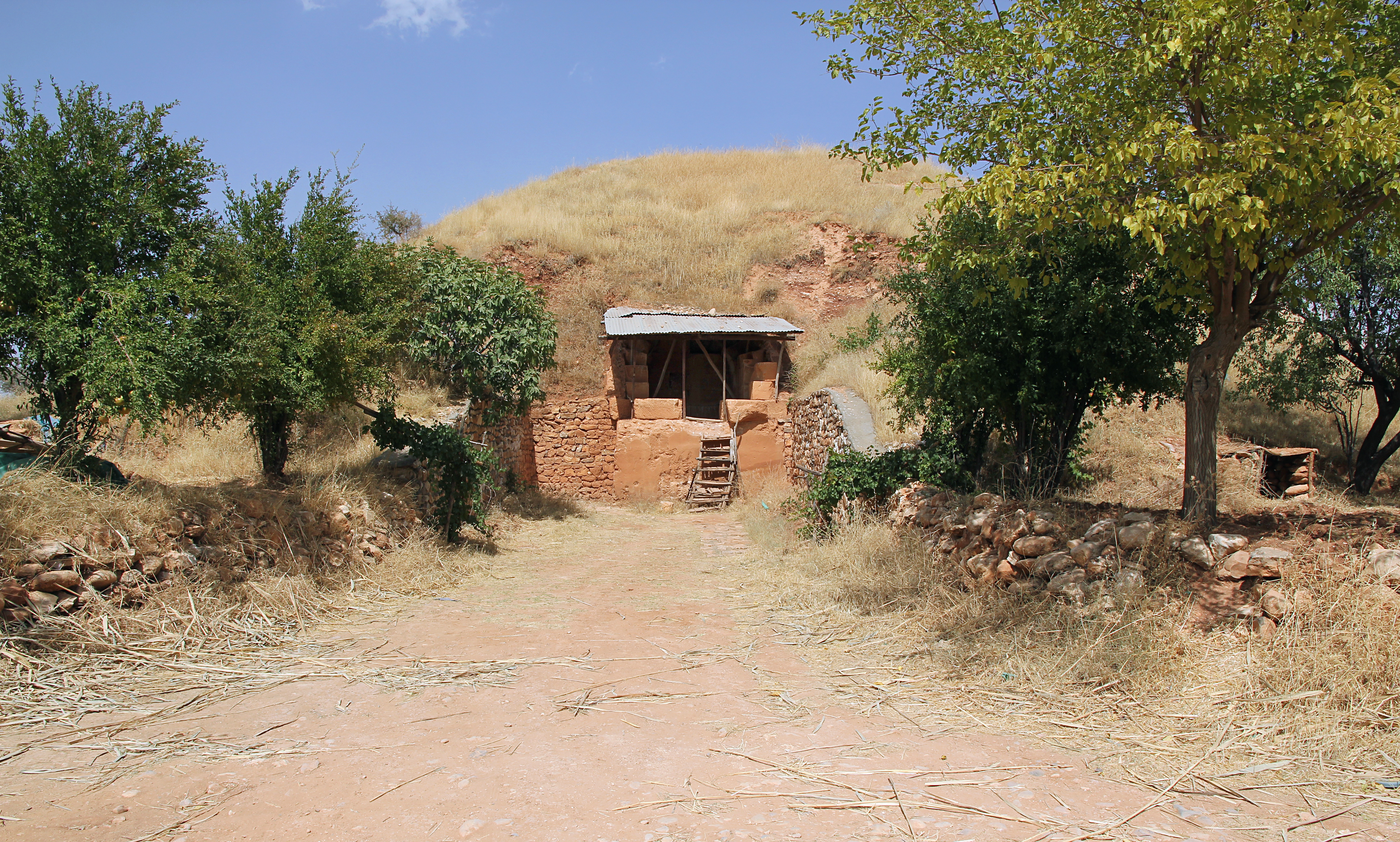
Tumulus A von Sofraz

Südlich des Dorfes wird aufgrund von Funden aus hellenistischer und römischer Zeit eine antike Siedlung vermutet. In diesem Bereich wurde 1973 eine Stele gefunden, die Antiochos I. von Kommagene und Apollon in Dexiosis-Haltung zeigt. Ein weiterer Fund war ein Grabaltar mit dem Relief eines Greifen auf einem Rad und einer Inschrift, in der die Genealogie einer adligen kommagenischen Familie beschrieben wird. Der Altar ist heute im Außenbereich des Archäologischen Museums Adıyaman ausgestellt. Zu der Siedlung gehören die beiden Tumuli von Sofraz, die römische Kammergräber bergen.